# Andrés Torres Queiruga
Andrés Torres Queiruga (1940, parròquia d'Aguiño, Ribeira, La Corunya) és un teòleg i escriptor gallec resident a Santiago de Compostel·la. Moltes de les seves obres estan escrites en llengua gallega.
Va cursar estudis al Seminari de Santiago de Compostel·la i en la Universitat de Comillas, va passar dos anys a Roma realitzant la seva Tesi. És professor de teologia a l'Institut Teològic de Compostel·la, i de teologia fonamental i de filosofia de la religió a la Universitat de Santiago de Compostel·la. És membre de la Reial Acadèmia Gallega i del Consello da Cultura Galega, així mateix va ser un dels fundadors i director de la revista Encrucillada.
La seva extensa obra té per objecte buscar una comprensió actualitzada de la fe, partint de la convergència entre una «raó ampliada», és a dir, oberta a les diferents cares de la realitat, i una «revolució maièutica» que il·lumini la intencionalitat religiosa constitutiva de l'ésser humà.
Els seus plantejaments teològics s'integren dins de l'anomenada Teologia de l'alliberament per tant la seva tasca i les seves obres són discutides per la Congregació de la doctrina de la Fe de la Conferència Episcopal. En aquest sentit va ser un dels firmants del memoràndum Església 2011, de caràcter reformista. En paraules de Queiruga: «la meva teologia és sempre positiva: no només és dialogant i mai agressiva, sinó que mai he qüestionat la interpretació tradicional d'alguna veritat de la fe, esforçant-me al mateix temps per buscar una alternativa constructiva.»

## Premis
- 1990 - Al costat de José Fernández Lago rep el Premi Nacional a la millor traducció per La Bíblia.
- 2003 - Premi Trasalba per la seva tasca cultural.

## Obra (selecció)
Algunes de les obres més importants de Torres són:
- Teoloxía e sociedade, Vigo, 1974
- Constitución y evolución del dogma: la teoría de Amor Ruibal y su aportación, Madrid, 1977
- Recupera-la salvación, Vigo, 1977
- Nova aproximación a unha filosofía da saudade, Vigo, 1981
- A revelación como maieútica histórica, Vigo, 1984
- Rolda de ideas, 1984
- A revelación de Deus na realización do home, Vigo, 1985
- Creo en Deus Pai. O Deus de Xesús e a autonomía humana, Vigo, 1986
- Noción, religación, trascendencia. O coñecemento de Deus en Amor Ruibal e Xavier Zubiri, A Coruña, 1990
- Recupera-la creación. Por unha relixión humanizadora, Vigo, 1996
- Fin del cristianismo premoderno. Retos hacia un nuevo horizonte, Santander, 2000
- Repensar a resurrección. A diferència cristiá na continuidade das relixións e da cultura, Vigo, 2002
- Para unha filosofía da saudade, Ourense, 2003